# Zephyrarchaea janineae
Espèce
Zephyrarchaea janineae est une espèce d'araignées aranéomorphes de la famille des Archaeidae.

## Distribution
Cette espèce est endémique du South West en Australie-Occidentale,.

## Description
Le mâle holotype mesure 2,92 mm et la femelle paratype 4,10 mm.

## Étymologie
Cette espèce est nommée en l'honneur de Janine Wojcieszek.

## Publication originale
- Rix & Harvey, 2012 : Australian assassins, part II: A review of the new assassin spider genus Zephyrarchaea (Araneae, Archaeidae) from southern Australia. ZooKeys, no 191, p. 1-62 (texte intégral).